# Toshokan sensō
Toshokan sensō (図書館戦争? lett. "guerra delle biblioteche") è una light novel  creata da Hiro Arikawa e illustrata da Sukumo Adabana. La serie è composta da quattro volumi, di cui solo il primo è intitolato Toshokan sensō; i successivi sono denominati rispettivamente Toshokan nairan,Toshokan kiki, eToshokan kakumei. I romanzi sono stati pubblicati da ASCII Media Works tra febbraio del 2006 e novembre del 2007. Successivamente è avvenuta anche la pubblicazione, sempre da parte della ASCII Media Works di una spin-off della serie intitolata  Bessatsu toshokan sensō (別冊図書館戦争?). Ad aprile 2008, i quattro volumi originali e la serie dello spin-off hanno venduto in Giappone oltre 1 250 000 copie.
Il 24 settembre 2007 il magazine LaLa pubblicato dalla Hakusensha iniziò la serializzazione del manga adattato da Kiiro Yumi, successivamente sempre nello stesso anno avvenne un altro adattamento manga da parte di Yayoi Furudorinel magazine Dengeki Daioh pubblicato da ASCII Media Works.
L'anno successivo la Production I.G iniziò a trasmettere sulla Fuji TV di Noitamina un adattamento anime composto da 12 episodi, più uno presente soltanto nel DVD della serie.
Nel giugno 2011 è stata annunciata la produzione di un film basato sulla serie. Quest'ultimo, intitolato Toshokan sensō: Kakumei no tsubasa, è uscito nelle sale nipponiche il 16 giugno 2012.

## Trama
In un futuro non troppo lontano, l'esplosione di informazioni e di disinformazione è venuto per essere considerato una minaccia diretta per la società. Viene così a crearsi una nuova agenzia del governo dedicata esclusivamente alla gestione e alla censura delle informazioni. Nel 2019 Anno 31, il governo monitora e controlla ogni fonte di informazione e cultura, eliminando tutto ciò che ritiene "pericoloso" per lo stato e gli organi che lo compongono, ma contro questi abusi di potere vi sono le biblioteche, e i loro agenti speciali.
Toshokan Senso segue la vita di Iku Kasahara, una ragazza divenuta una nuova recluta nella biblioteca del Kantō. Lei decide di entrare a far parte del corpo della difesa delle biblioteche dopo l'incontro con un membro di alto rango del corpo della difesa che la salvò quando la censura stava prendendo un libro che lei desiderava da tempo. Dopo l'adesione, tuttavia, si rende conto che far parte del corpo della difesa richiede molto impegno. In diverse occasioni, Kasahara mostra di essere imprudente e immatura. Nonostante questi problemi, Kasahara viene arruolata nella Task Force, un gruppo di élite di soldati che passano attraverso una formazione rigorosa al fine di prepararsi alle operazioni difficili. Insieme a Kasahara, entra a far parte della Task Force un'altra nuova recluta di nome Hikaru Tezuka molto più capace di Kasahara. Kasahara cercherà sempre di migliorarsi e si troverà in situazioni sempre più difficili, tutto questo solo per salvare i libri che ha giurato di proteggere.

## Personaggi
Iku Kasahara (笠原 郁?, Iku Kasahara)
Doppiata da Marina Inoue
Iku Kasahara è la protagonista di Toshokan Senso,ha ventidue anni ed è alta 1,70 m.È una ragazza molto forte e atletica ma nel contempo assai impulsiva e poco dotata nello studio. È entrata a far parte del Corpo della Difesa della Biblioteca di Kantō nel 2019 dopo essere stata ispirata da un membro della Difesa di alto rango, che la salvò quando la censura stava prendendo un libro che lei desiderava da tempo. Da quel momento questo sconosciuto,di cui non ricorda il volto diviene il suo  "principe".Iku Kasahara ha un forte senso della giustizia ed è disposta a mettere a rischio la sua vita per proteggere i libri. Quando entra a far parte del corpo della difesa incontra Atsushi Dojo, un istruttore molto capace che la spinge ad oltrepassare sempre i suoi limiti, questo atteggiamento farà convincera Iku che l'istruttore provi una forte antipatia nei suoi confronti.
Atsushi Dojo (堂上 篤?, Atsushi Dojo)
Doppiato da Tomoaki Maeno
Atsushi Dojo ha 27 anni ed è altro 1,65m.È un membro di seconda classe della Task Force della Biblioteca di Kantō.È l'istruttore di Kasahara con cui ha difficoltà a relazionarsi data la sfiducia che la ragazza ha nei suoi confronti. Per lui Kasahara non è come le altre reclute in quanto rivede in lei se stesso all'inizio della sua carriera e dunque con lei non riesce ad essere imparziale bensì diviene più emotivo ed impulsivo tirando fuori quel lato di sé che da tempo aveva soppresso.
Mikihisa Komaki (小牧 幹久?, Mikihisa Komaki)
Doppiato da: Akira Ishida
Mikihisa Komaki, come Dojo,ha ventisette anni ed è un membro di seconda classe della Task Force della Biblioteca di Kantō.Ha un carattere molto gioviale infatti ride spesso soprattutto durante le conversazioni tra Kasahara e Dojo. Anche lui come Dojo è un istruttore della task force. Dà spesso consigli a Dojo o a Kasahara, sia a livello personale che professionale.
Hikaru Tezuka (手塚 光?, Hikaru Tezuka)
Doppiato da: Tatsuhisa Suzuki
Hikaru Tezuka è un membro della Task Force . Si è arruolato contemporaneamente a Kasahara. È un ragazzo molto dotato nello studio, nello sport e nella gestione della biblioteca.Conosce bene i limiti di Kasahara e proprio per questo non la ritiene una persona adatta a far parte della Task Force. Solo successivamente inizierà a riconoscerle qualche merito. Ha un fratello maggiore di nome Satoshi Tezuka, che fa parte di un gruppo integralista che tenterà in ogni modo a farvi entrare anche Tezuka.
Asako Shibasaki (柴崎 麻子 ?, Asako Shibasaki)
Doppiata da: Miyuki Sawashiro
Asako Shibasaki è la compagna di stanza di Kasahara. È una ragazza molto femminile ed intelligente. Fa anche lei parte del corpo della difesa delle biblioteche ed è un'informatorice nell'intelligence militare. È in assoluto la persona più brava a raccogliere informazioni. È molto amica di Kasahara e cerca sempre di aiutarla e appoggiarla nel momento del bisogno.
Ryusuke Genda (玄田 竜助?, Ryusuke Genda)
Doppiato da: Kanji Suzumori
Ryusuke Genda è il capitano di terzo livello di quarantatré anni della Task Force . È molto forte e specializzato in operazioni di comando militare e politico. È un po' impulsivo e avventato ma molto dedito alla causa.
Inamine Kazuichi (稲嶺 和市?, Inamine Kazuichi)
Doppiato da: Haruo Sato
Kazuichi Inamine è il comandante delle Forze di Difesa nella Biblioteca di Kantō. Venti anni prima dell'inizio della storia, vi fu un grave conflitto tra le due fazioni nella biblioteca di Hino, durante il quale Inamine fu catturato e perse sua moglie e la sua gamba destra.

## Media

### Light novel
Toshokan sensō è iniziato come serie di light novel scritta da Hiro Arikawa, e disegnata da Sukumo Adabana. La serie è composta da quattro volumi, e solo il primo è intitolato Toshokan sensō; i successivi volumi sono intitolati Toshokan nairan (図書館内乱? lett. "Combattimento in biblioteca"), Toshokan kiki (図書館危機? lett. "Crisi della biblioteca") e Toshokan kakumei (図書館革命? lett. "Rivoluzione della biblioteca"). I romanzi sono stati pubblicati dalla MediaWorks fra il 10 febbraio 2006 e il 10 novembre 2007. Il primo volume di uno spin-off della serie, intitolato Bessatsu toshokan sensō (別冊 図書館戦争? lett. "Supplemento: guerra della biblioteca") è stato pubblicato il 10 aprile 2008 dalla ASCII Media Works, a cui ne è seguito un secondo pubblicato il 9 agosto 2008.
| Nº                                 | Titolo italiano (traduzione letterale) Giapponese 「Kanji」 - Rōmaji                       | Data di prima pubblicazione              | Data di prima pubblicazione |
| Nº                                 | Titolo italiano (traduzione letterale) Giapponese 「Kanji」 - Rōmaji                       | Giapponese                               |                             |
| Toshokan sensō (4 volumi)          |                                                                                            |                                          |                             |
| 1                                  | Guerra della biblioteca 「図書館戦争」 - Toshokan sensō                                    | 10 febbraio 2006 ISBN 978-4-8402-3361-3  |                             |
| 2                                  | Combattimento in biblioteca 「図書館内乱」 - Toshokan nairan                               | 11 settembre 2006 ISBN 978-4-8402-3562-4 |                             |
| 3                                  | Crisi della biblioteca 「図書館危機」 - Toshokan kiki                                      | 10 febbraio 2007 ISBN 978-4-8402-3774-1  |                             |
| 4                                  | Rivoluzione della biblioteca 「図書館革命」 - Toshokan kakumei                             | 10 novembre 2007 ISBN 978-4-8402-4022-2  |                             |
| Bessatsu toshokan sensō (2 volumi) |                                                                                            |                                          |                             |
| 1                                  | Supplemento: guerra della biblioteca I 「別冊 図書館戦争I」 - Bessatsu toshokan sensō I    | 10 aprile 2008 ISBN 978-4-04-867029-6    |                             |
| 2                                  | Supplemento: guerra della biblioteca II 「別冊 図書館戦争II」 - Bessatsu toshokan sensō II | 9 agosto 2008 ISBN 978-4-04-867239-9     |                             |

### Manga
Esistono due adattamenti manga della serie. Il primo, intitolato Toshokan sensō Love & War (図書館戦争 LOVE&WAR?), è disegnato da Kiiro Yumi ed è stato serializzato sulla rivista shōjo LaLa, edita da Hakusensha ,dal 24 settembre 2007 al 24 dicembre 2014. Il primo volume tankōbon è stato pubblicato il 5 aprile 2008; il quindicesimo ed ultimo volume il 5 giugno 2015.
La seconda serie, intitolata Toshokan sensō SPITFIRE！ (図書館戦争 SPITFIRE!?), è disegnata da Yayoi Furudori è stata pubblicata sulla rivista di manga shōnen Dengeki Daioh, edita da ASCII Media Works, dal gennaio al giugno 2008. Il primo volume tankōbon è stato pubblicato il 27 giugno 2008.
| Toshokan sensō Love & War (15 volumi) |                  |                        |
| 1                                     | 5 aprile 2008    | ISBN 978-4-592-18046-3 |
| 2                                     | 5 agosto 2008    | ISBN 978-4-592-18047-0 |
| 3                                     | 5 marzo 2009     | ISBN 978-4-592-18048-7 |
| 4                                     | 4 settembre 2009 | ISBN 978-4-592-18049-4 |
| 5                                     | 5 marzo 2010     | ISBN 978-4-592-18050-0 |
| 6                                     | 3 settembre 2010 | ISBN 978-4-592-19316-6 |
| 7                                     | 4 marzo 2011     | ISBN 978-4-592-19317-3 |
| 8                                     | 5 settembre 2011 | ISBN 978-4-592-19318-0 |
| 9                                     | 2 maggio 2012    | ISBN 978-4-592-19319-7 |
| 10                                    | 3 agosto 2012    | ISBN 978-4-592-19320-3 |
| 11                                    | 5 aprile 2013    | ISBN 978-4-592-19321-0 |
| 12                                    | 5 settembre 2013 | ISBN 978-4-592-19322-7 |
| 13                                    | 5 marzo 2014     | ISBN 978-4-592-19323-4 |
| 14                                    | 5 novembre 2014  | ISBN 978-4-592-19324-1 |
| 15                                    | 5 giugno 2015    | ISBN 978-4-592-19325-8 |
| Toshokan sensō SPITFIRE！ (1 volume)  |                  |                        |
| 1                                     | 27 giugno 2008   | ISBN 978-4-04-867077-7 |

### Internet radio show
Uno show radiofonico su internet prodotto dalla Animate ha iniziato ad essere trasmesso il 10 aprile 2008 con il titolo Kantō Book Base: Public Relations Department (関東図書基地 広報課?, Kantō Tosho Kichi Kōhōka). La prima puntata dello show, a cui è stato aggiunto il sottotitolo Dormitorio degli uomini (男子寮?, Danshi Ryō) è stata condotta da Tomoaki Maeno e Tatsuhisa Suzuki che doppiano Atsushi Dōjō e Hikaru Tezuka nell'anime; la seconda puntata, con il sottotitolo Dormitorio delle donne (女子寮?, Joshi Ryō), è stata condotta da Marina Inoue e Miyuki Sawashiro che doppiano Iku Kasahara e Asako Shibasaki nell'anime. Lo show è stato poi pubblicato in due CD, il cui primo volume è stato pubblicato il 6 agosto 2008, mentre il secondo il 26 dicembre 2008.

### Anime

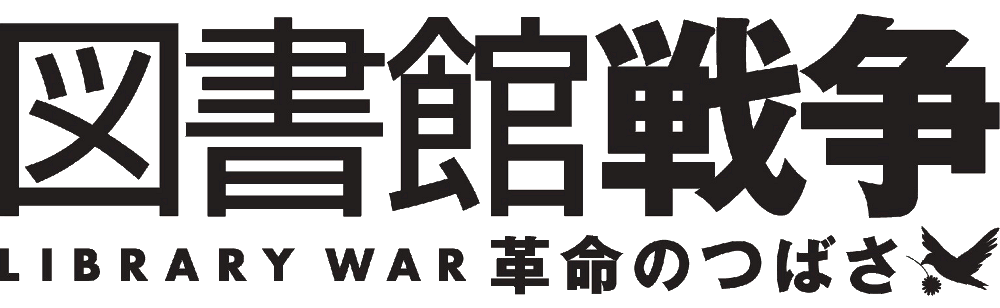
Logo della serie

La realizzazione di una serie animata di Toshokan sensō era stata annunciata dalla Production I.G attraverso la pubblicità MediaWorks. L'anime è stato diretto da Takayuki Hamana e scritto da Takeshi Konuta. In Giappone è andato in onda per dodici episodi fra l'11 aprile ed il 26 giugno 2008 nel blocco Noitamina di Fuji TV. La serie è stata poi raccolta in cinque DVD fra il 6 agosto ed il 3 dicembre 2008. Nel terzo volume della raccolta era incluso uno speciale episodio OAV.
La sigla d'apertura è Atashi no machi, ashita no machi (あたしの街、明日の街?) ed è scritta e cantata da Hitomi Takahashi e composta da Satoru Hirade sotto l'etichetta Sony Music Records. Il singolo della sigla d'apertura è stato pubblicato il 4 giugno 2008 La sigla di chiusura è Changes ed è suonata e cantata dai Base Ball Bear mentre il testo è stato scritto da Yūsuke Koide sotto l'etichetta EMI Music Japan. Il singolo della sigla di chiusura è uscito l'8 maggio 2008. La colonna sonora originale dell'anime è stata resa disponibile il 25 giugno 2008.

#### Episodi
| Nº  | Giapponese 「Kanji」 - Rōmaji                                         | In onda         | In onda |
| Nº  | Giapponese 「Kanji」 - Rōmaji                                         | Giapponese      |         |
| 1   | 「我ガ王子様ハ図書隊ニアリ」 - Waga ōjisama wa toshotai ni ari        | 10 aprile 2008  |         |
| 2   | 「図書特殊部隊(ライブラリー·タスクフォース)」 - Raiburarī Tasuku Fōsu | 17 aprile 2008  |         |
| 3   | 「小田原攻防戦」 - Odawara kōbōsen                                    | 24 aprile 2008  |         |
| 4   | 「図書司令官ヲ奪回セヨ」 - Tosho shireikan o dakkai seyo              | 1º maggio 2008  |         |
| 5   | 「両親攪乱(かくらん)作戦」 - Ryōshin kakuran sakusen                  | 8 maggio 2008   |         |
| 6   | 「図書隊ハ発砲セズ」 - Toshotai wa happō sezu                         | 15 maggio 2008  |         |
| 7   | 「恋ノ情報探索(レファレンス)」 - Koi no Refarensu                     | 22 maggio 2008  |         |
| 8   | 「策動セシハ手塚慧(さとし)」 - Sakudō seshi wa Tezuka Satoshi         | 29 maggio 2008  |         |
| 9   | 「昇任試験, 来タル」 - Shōnin shiken, kitaru                          | 5 giugno 2008   |         |
| 10  | 「里帰リ, 勃発」 - Satogaeri, boppatsu                                | 12 giugno 2008  |         |
| 11  | 「死闘!茨城県展警備」 - Shitō! Ibaraki kenten keibi                   | 19 giugno 2008  |         |
| 12  | 「図書館ハ誰ガタメニ」 - Toshokan wa dare ga tame ni                  | 26 giugno 2008  |         |
| OAV | 「恋ノ障害」 - Koi no shōgai                                          | 1º ottobre 2008 |         |

### Film
Un film d'animazione con lo stesso staff della serie televisiva intitolato Toshokan sensō: Kakumei no tsubasa (図書館戦争 革命のつばさ?) è stato distribuito nei cinema giapponesi il 16 giugno 2012.

## Accoglienza
In un sondaggio condotto nel 2018 dal sito web Goo Ranking, gli utenti giapponesi hanno votato i loro anime preferiti usciti nel 2008 e Toshokan sensō è arrivato al decimo posto con 120 voti.